# Erebus ceramica
Erebus ceramica là một loài bướm đêm trong họ Erebidae.